# Cordia linearicalycina
Cordia linearicalycina là loài thực vật có hoa trong họ Mồ hôi. Loài này được Killip ex Estrada mô tả khoa học đầu tiên năm 1995.